# برج حاج ابوالقاسم
برج حاج ابوالقاسم مربوط به دوره متاخر اسلامی دوره افشار است و در شهرستان اردکان، بخش عقدا، دهستان هفتادر، روستای هفتادر، روستای هفتادر، محله علیا واقع شده و این اثر در تاریخ ۲۷ اسفند ۱۳۸۷ با شمارهٔ ثبت ۲۶۳۵۱ به‌عنوان یکی از آثار ملی ایران به ثبت رسیده‌است.